# Боровая Пустошь
Боровая Пустошь — деревня в Верховажском районе Вологодской области.
Входит в состав Морозовского сельского поселения, с точки зрения административно-территориального деления — в Морозовский сельсовет.
Расстояние по автодороге до районного центра Верховажья — 27,3 км, до центра муниципального образования Морозово — 3 км. Ближайшие населённые пункты — Фоминская, Сбоевская, Захаровская.
По переписи 2002 года население — 18 человек.